# フェルディナンド2世 (両シチリア王)
フェルディナンド2世（Ferdinando II, 1810年1月12日 - 1859年5月22日）は、両シチリア国王。先王フランチェスコ1世とマリーア・イザベッラ（スペイン王カルロス4世の娘）の息子。

## 生涯

### 開明的な君主として
反動的な君主だった父とは異なり、青年期のフェルディナンド2世は自由主義に理解のある人物として民衆から幅広い人気を集め、人口の過半を占める本土部の住民から特に慕われていた。弱冠20歳で王位を継いだフェルディナンド2世は民衆に平等な司法と疲弊した経済の建て直しの為にあらゆる努力を尽くし、傷つき痩せ衰えた南イタリアとシチリアを救おうとした。またその上で王権を支える土着の貴族たちやカトリック教会と一層に結び付きを深め、彼らと歩む姿勢を明確にした。彼の治世の前半期は比較的平穏に推移した。
イギリスの産業革命が硫黄需要を急速に増加させたことにより、経済は繁栄した。1832 年から1836 年までにイタリアの硫黄生産量は倍増し、世界の硫黄取引量の4分の3がシチリア産の硫黄であった。
フェルディナンド2世は税制改革で減税路線を推進しつつも、王都ナポリ内での実験的な鉄道設置、ナポリ・パレルモ間の電信設備の完備、蒸気船の造船など大胆な支出を行い国力を高めた。
1836年には、フランスの2商人と有利で独占的な硫黄取引契約を締結した。ところが1839年に入ると深刻な硫黄不足に陥ったイギリスが、1816 年の条約への違反を主張し、独占契約の取り消しを求めた。フェルディナンド2世はこれを拒んで、硫黄危機が起きた。正式な宣戦布告や海戦はなかったが、4月にはイギリス海軍から海上封鎖を受け、ナポリの貿易船が拿捕されたりする事態になった。オーストリア宰相メッテルニヒやフランス首相アドルフ・ティエールの介入により和解に至ったものの、イタリアはフランス商人とイギリス商人の双方に賠償金を支払わねばならなかった。

### 自由主義革命との対立
1837年、27歳の時にシチリアで大規模な立憲君主制移行を求めるデモが発生すると態度を硬化させ、これを軍で鎮圧すると共に自由主義と距離を置くことにした。王国の知識人階層は再三に亘って憲法の制定と立憲君主制への移行を求めたが、あくまで王国の再建は親政をもって行われるべきとの路線は変えなかった。
先代から引き継がれた格好になった国王とシチリア島、王と自由主義者の対立は、1847年9月のカラブリアとメッシーナでの大暴動で頂点に達した。王に忠実な軍は反乱を弾圧したが、1848年1月12日にシチリア全土で農民反乱が発生すると収拾がとれなくなった。一連の騒動は欧州で巻き起こっていた1848年革命の一幕と考えられている。革命騒動が本土にまで波及すると、フランチェスコ2世は妥協を選択して1848年憲法の制定を認め、両シチリア王国は立憲君主制に基づく議会政治で統治されることになった。
しかし議会に対する監督権は王の下に残され、これを巡って議会で議論が起こり、議会は王に実権を全て手放すように要求した。王が議会の要請を拒絶すると再び暴動が起きたが、今度はフランチェスコ2世も譲らず、軍を動員して徹底した弾圧を行った。戦いは王党派の勝利に終わり、1849年3月13日に国民議会は解散された。憲法に関しては維持を認めたために立憲君主制ではあり続けたが、当初より専制的な形で統治が行われる結果となった。また同時期に教皇領でも革命が起きてローマ共和国が成立すると、教皇を離宮に匿って教会との協調を再度明確にした。
革命の最中、1848年4月13日にシチリア島は自由政府を樹立して独立を宣言した。自由政府は国際社会に王が独立を保障したと宣言したが、実際にはフェルディナンド2世の命によって2万人の王国兵がシチリアに上陸した。王国軍は反乱軍を軒並み打ち破ると全土を再占領して、更に海軍を用いて徹底的に海沿いの町を破壊する報復を行った。シチリアの独立派はフェルディナンド2世を「砲撃王」と憎しみを込めて呼んだ。1849年5月15日、本土に遅れる形ではあるが、シチリア島の自由主義革命も鎮圧された。

### 国際的孤立
治世後半、自由主義への憎悪を露にしたフェルディナンド2世は容赦のない弾圧を継続した。3年の間に数千人の政治犯が投獄され、それと同じ位の人間が他国へ亡命を図った。イギリスの政治家グラッドストンは「南イタリア王国」で自由主義に対する弾圧を目の当たりにして憤慨し、イギリス議会にブルボン朝の強権を訴えて反王党派を支援した。しかし実際にグラッドストンが南イタリアを訪れたことはなく、報告は信憑性に欠ける部分がある。しかしイギリス議会は、グラッドストンの訴えが始まる以前からシチリア島の硫黄を望んでおり、王権を弱める材料を望んで積極的に反王党派運動の支援を展開した。また1850年代には、立憲君主や自由政府を持ちつつあった他の諸外国でも、後進的な絶対君主の国という悪名が広がった。伝統的にナポリ王国やトリナクリア王国を支援してきたイギリスが離反したことも相まって、両シチリア王国は次第に国際社会から孤立していった。
1856年、反王党派の兵士によるフェルディナンド2世の暗殺未遂事件が発生した。その場では命は落とさなかったものの深手を負い、フェルディナンド2世は感染症によって長い闘病生活に入った。それから3年後の1859年5月22日、フェルディナンド2世は病没した。折しもサルデーニャ王国とフランス帝国による対オーストリア戦争が始まった直後で、まだ若年の息子フランチェスコ2世が即位するものの、王国は混乱の渦中でイタリア統一戦争を迎えることになった。

## 子女

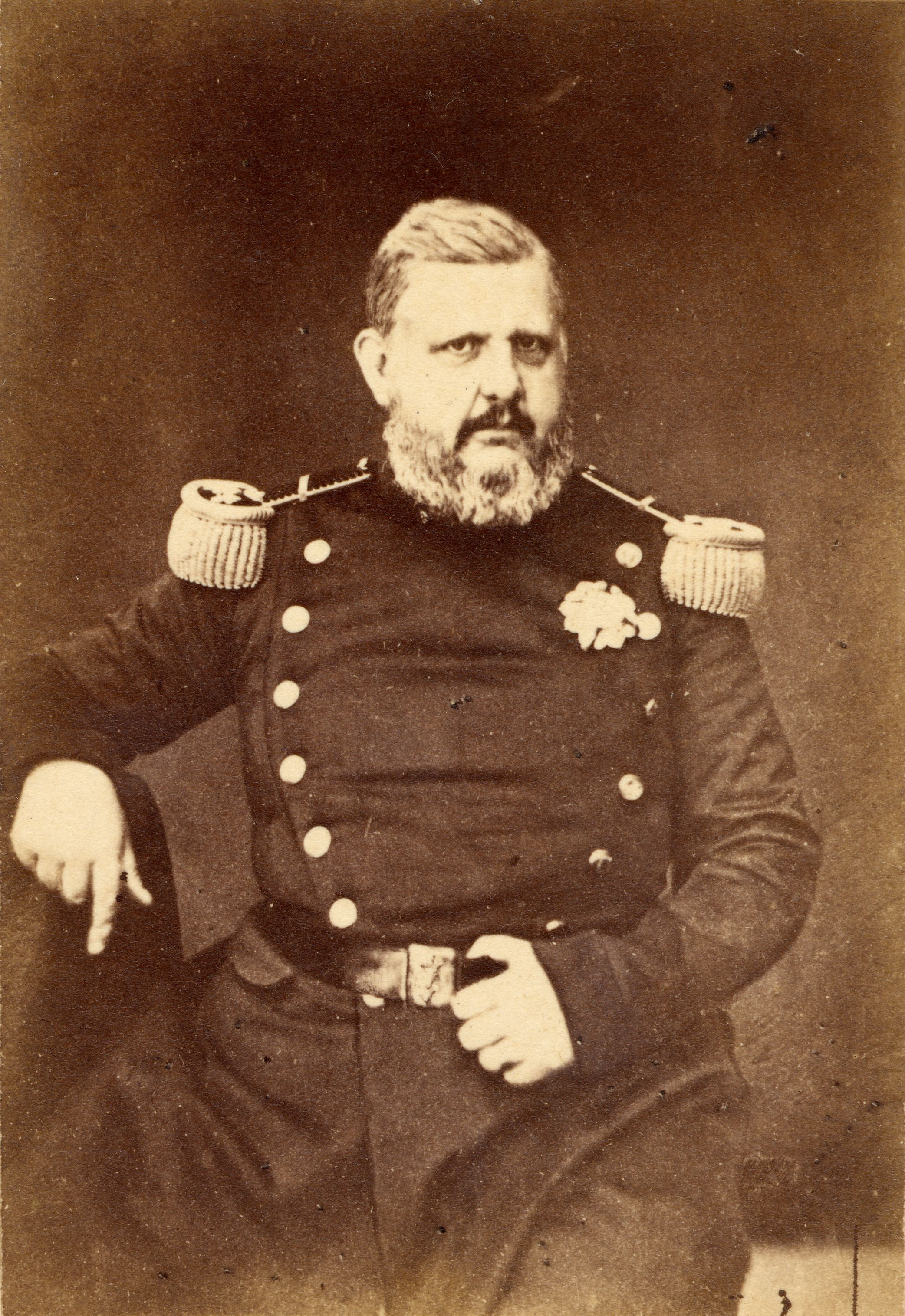
晩年のフェルディナンド2世

1832年、サルデーニャ国王ヴィットーリオ・エマヌエーレ1世の娘マリア・クリスティーナと結婚した。1836年に長男が生まれるが、出産から5日後にマリアは急死した。
- フランチェスコ2世（1836年 - 1894年） - 両シチリア国王

翌1837年、オーストリア大公女マリア・テレジア（テシェン公カールの娘）と結婚、12子が生まれた。
- ルイジ（1838年 - 1886年） - トラーニ伯
- アルベルト（1839年 - 1844年） - カストロジョヴァンニ伯
- アルフォンソ（1841年 - 1934年） - カゼルタ伯
- マリーア・アンヌンツィアータ（1843年 - 1871年） - オーストリア大公カール・ルートヴィヒと結婚
- マリーア・インマコラータ（1844年 - 1899年） - オーストリア大公・トスカーナ公子カール・ザルヴァトールと結婚
- ガエターノ（1846年 - 1871年） - ジルジェンティ伯
- ジュゼッペ（1848年 - 1851年） - ルチェーラ伯
- マリーア・ピア（1849年 - 1882年） - パルマ公ロベルト1世と結婚
- ヴィンチェンツォ（1851年 - 1854年） - メラッツォ伯
- パスクアーレ（1852年 - 1904年） - バーリ伯、ブランシュ・マルコネと貴賤結婚
- マリア・ルイーザ（1855年 - 1874年） - パルマ公子・バルディ伯エンリーコ（ロベルト1世の弟）と結婚
- ジェンナーロ（1857年 - 1867年） - カルタジローネ伯